# 诺斯-盖尔人
诺斯-盖尔人（英語：Norse–Gaels；古爱尔兰语：Gall-Goídil；爱尔兰语：Gall-Ghaeil；苏格兰盖尔语：Gall-Gàidheal；马恩岛语：Goal-Gael，意为“外国盖尔人”）是一支混合了盖尔人与诺斯人的血统和文化的民族。他们起源于维京时代，当时定居爱尔兰和苏格兰的维京人与盖尔人融合，逐渐盖尔化并通婚。9世纪—12世纪，诺斯-盖尔人统治爱尔兰海和苏格兰海周边的大片区域。他们建立了群岛王国（包括赫布里底群岛和马恩岛）、都柏林王国、加洛韦领地（即以他们命名的地区）、林恩斯王国，并曾短暂统治约克王国（939年—944年）。其中最强大的诺斯-盖尔人王朝是伊马尔氏族。
随着时间推移，诺斯-盖尔人逐渐被盖尔文化同化，最终作为独立群体消失。然而，他们留下了深远的影响，尤其是在马恩岛和外赫布里底群岛，大部分地名都带有诺斯-盖尔人的印迹。苏格兰的几个氏族也有诺斯-盖尔人血统，如麦克唐纳氏族、麦克杜格尔氏族和麦克劳德氏族。精锐雇佣兵“加洛格拉什”即出自这些诺斯-盖尔氏族，成为爱尔兰战争中的重要力量。维京长船也影响了盖尔人的比林船和长舟，这两种船只在17世纪之前被广泛使用。诺斯-盖尔姓氏至今仍在使用，包括麦克伊沃尔、麦克阿斯基尔和（麦克）科特尔等。